# Tapiserie

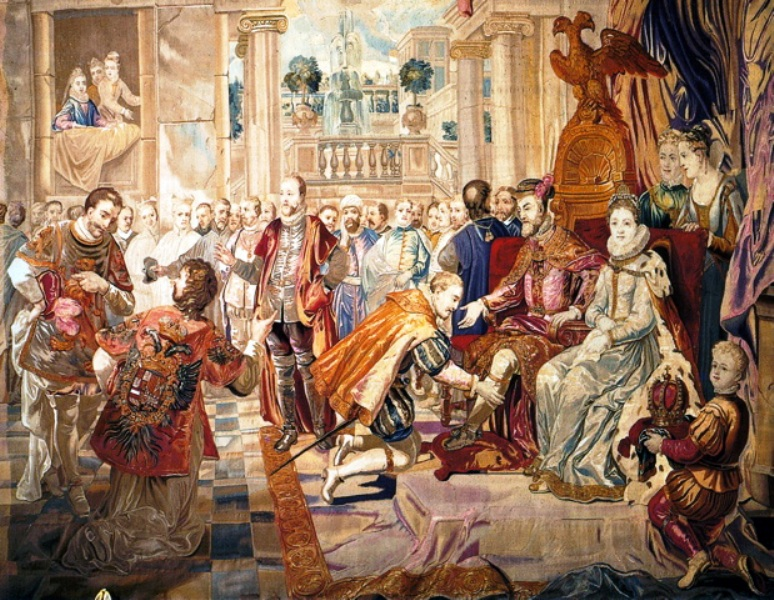
Tapiserie redând abdicarea lui Carol Quintul

Tapiseria este o formă de artă textilă, care înfățișează subiecte diverse sau teme alegorice, destinată înfrumusețării spațiilor interioare din locuințe, instituții sau săli publice.
A nu se confunda cu termenul tapițerie, care desemnează atât locul de muncă al tapițerului (un meseriaș specialist în tapițarea mobilelor, adică în îmbrăcarea acestora în material textil, cu umplutură de lână sau vatelină, uneori cu arcuri sau burete), cât și rezultatul muncii sale.
Tapiseria a apărut din dorința de a conferi o dimensiune estetică unui obiect utilitar, ea având inițial menirea practică de a termoizola zidurile reci ale castelelor medievale. Fiind folosită în evul mediu pentru a decora pereții castelelor și ai catedralelor din Europa occidentală, dar și locurile de desfășurare ale unor festivități publice importante, tapiseria a fost multă vreme apanajul aristocrației, al regalității și al bisericii catolice. În secolele XIX și XX, ea intră și în casa burgheză, și mai târziu a omului de rând, în versiuni de dimensiuni modeste sau chiar miniaturale (miniatură textilă).
O lucrare de tapiserie constă dintr-un obiect țesut în mod tradițional pe un război de țesut vertical, (haute-lisse) și mai rar pe unul orizontal, (basse-lisse). Țesătura ei este formată din fire numite bătaie și urzeală. Urzeala e paralelă cu verticala țesăturii (la țeserea pe războiul de țesut vertical) și formează elementul purtător al țesăturii, iar bătaia e transversală, fiind introdusă la țesere între firele de urzeală, iar apoi îndesită prin bătaia cu pieptenele sau furculița. Caracteristic tapiseriei este însă că firele bătăturii nu traversează obligatoriu întreaga lățime a țesăturii, ci doar un anume număr de fire de urzeală, atât cât se întinde motivul din aceeași culoare. O particularitate a tehnicii tapiseriei clasice constă în posibilitatea de a folosi în bătătură și urzeală fire de diferite grosimi și chiar din materiale diferite (lână, mătase, fire de argint sau aur etc.). Ca urmare, în anumite zone țesătura poate fi mai fină și în altele mai aspră, ceea ce creează deosebiri de granulație.
De obicei tapiseria este o piesă de artă textilă care servește amenajării decorative a unui spațiu interior, ea fiind totdeauna atârnată pe un perete sau pe o suprafață verticală, cu excepția pieselor de artă modernă, care pot fi și sculpturale (tridimensionale). Tapiseria tradițională înfățișează subiecte cu caracter decorativ, de exemplu pe teme istorice sau alegorice. Tapiseria modernă, bidimensională sau tridimensională, poate fi figurativă sau abstractă.
Tapiseria este adesea considerată o artă de sine stătătoare. 
Istoria tapiseriei începe în Egiptul antic, și are o înflorire deosebită în Europa medievală, dar păstrează un statut important până în zilele noastre.
Pe lista Unesco în anul 2009 au fost introduse Tapiseriile de Aubusson. Foarte răspândite în sud-vestul Franței încă din secolul al XIV-lea, tapiseriile decorative erau atât de căutate și imitate în toată Europa secolului al XVII-lea, încât etalarea unei prețioase scene mitologice sau cinegetice era absolut obligatorie pentru nobilime. 

## Factori de degradare și condiții de conservare
Agentul cel mai distrugător al textilelor păstrate în muzee și monumente, implicit și al tapiseriilor, este umiditatea. Atunci când este asociată cu temperatura crescută, umezeala creează condiții favorabile dezvoltării diferitelor specii de mucegaiuri pe suprafrața țesăturii. Umezeala este mult mai periculoasă decât uscăciunea, favorizând descompunerea biologică a fibrelor textile și intesificând acțiunea distructivă a luminii. Contactul direct cu lumina naturală poate altera în decursul vremii structura și coloritul textilelor. De aceea, se preferă expunerea acestora la lumină artificală, mai puțin agresivă. 
Alt agent distructiv este praful care se depune, ceea ce impune, după un timp, curățirea prin spălare. Fiind o operație foarte delicată, aceasta trebuie realizată exclusiv de restauratori calificați. 